# Ruger 10/22
Ruger 10/22 — самозарядна дрібнокаліберна гвинтівка кільцевого запалення розроблена для набоїв .22 Long Rifle. Має знімний роторний магазин на 10 набоїв, який розташований у нижній частині ложі. Також існують магазини більшої ємності. Версія Магнум під набої .22 WMR пропонувалась з 1998 по 2007 роки, а версія 10/17 під набої .17 HMR, була представлена в 2004 році, але пропонувалась в каталозі лише протягом двох років. Стандартна версія знаходиться у виробництві з 1964 року.

## Використання та модифікації

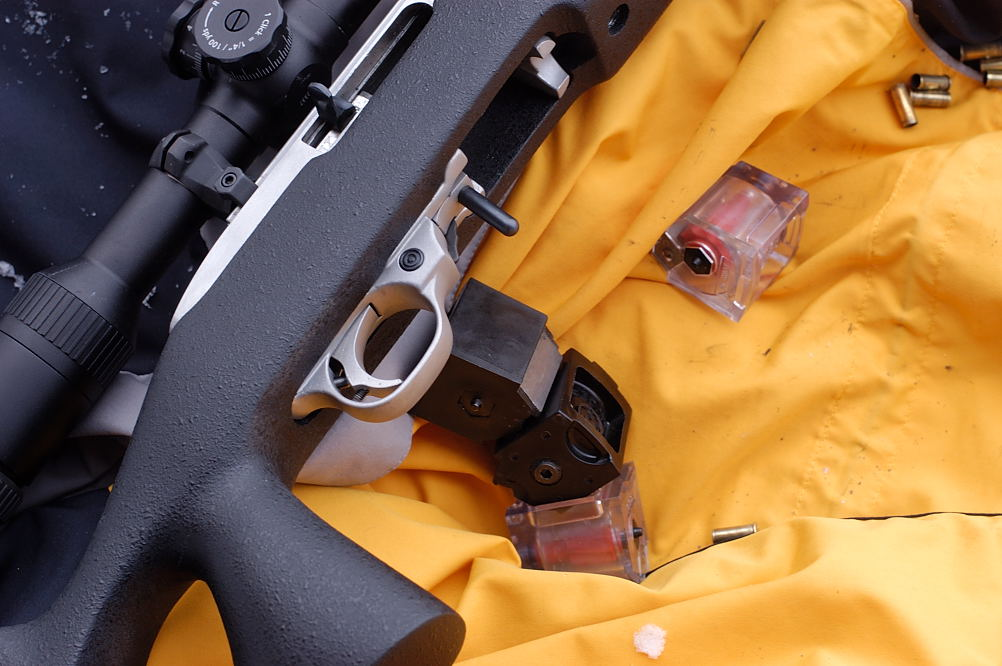
Істотно модифікований Ruger 10/22. Прозорі магазини з червоним барабаном ювілейного випуску, присвяченого 40-річчю моделі.

Ruger 10/22 одразу здобув популярність як перша сучасна гвинтівка під набій .22 LR для дорослих. Простота в експлуатації, майже повна відсутність віддачі, широкий вибір набоїв зробили гвинтівку популярною серед молодих та дорослих стрільців. Вона стала поширеною серед мисливців на дрібну дичину а також для недорогої стрільби з гвинтівки. Завдяки популярності, на ринку з'явились численні пропозиції з подальшої модифікації гвинтівки шляхом заміни складових: ложі, магазина тощо.
Також існують кустарні виробництва «клонів» 10/22, які мають схожу конструкцію (більшість частин взаємно сумісні), але мають вищу вартість та відповідають суворішим стандартам якості. Ствол 10/22 має незвичне кріплення до ложі: він прикручений двома гвинтами, що значно полегшує його заміну, навіть у польових умовах. Разом з простотою конструкції решти гвинтівки це означає, що пересічний стрілець може замінити майже будь-яку деталь з використанням викрутки та шестигранного ключа.

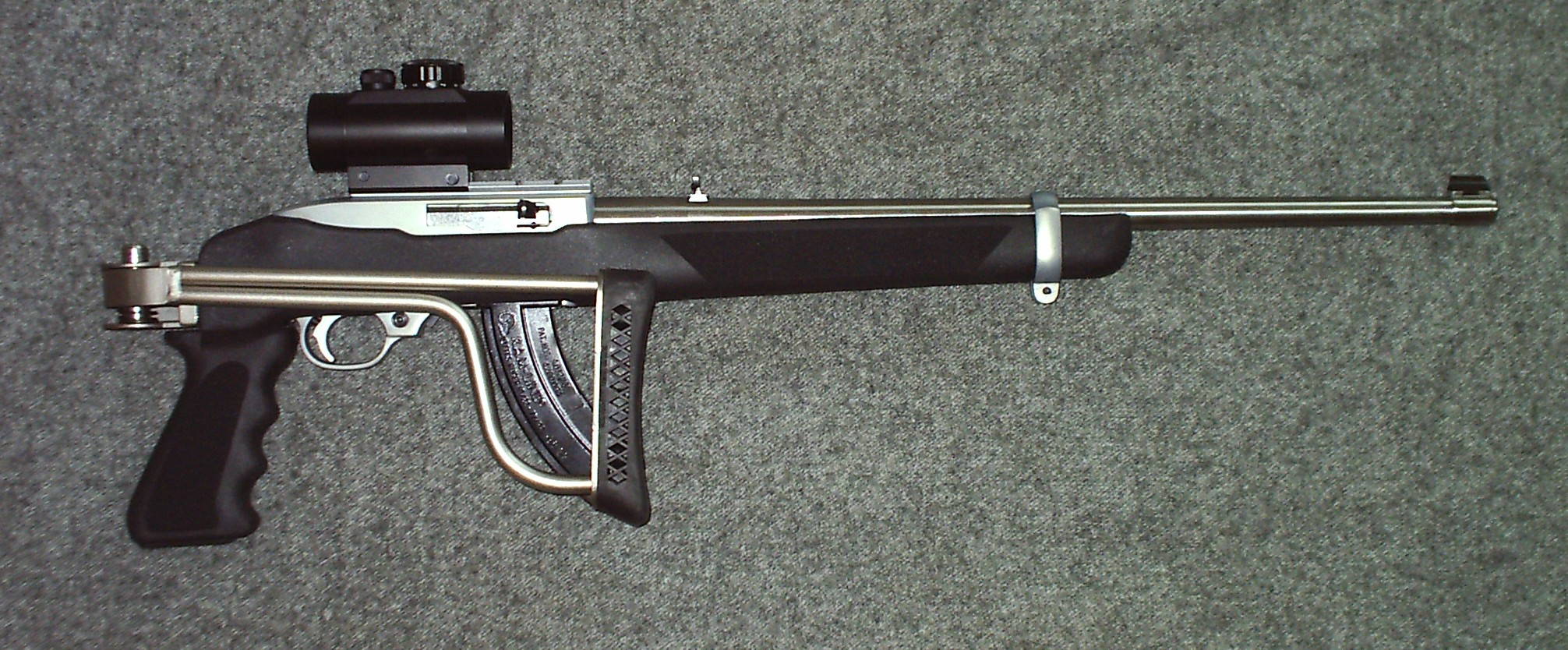
Ruger 10/22 зі складним прикладом і прицілом TRUGLO Red Dot.

## Моделі

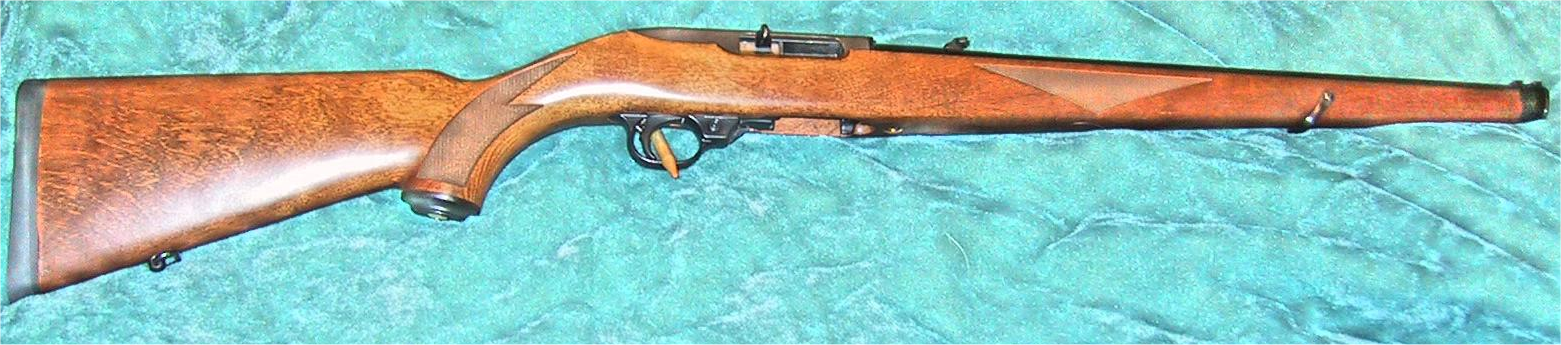
Модель Ruger 10/22 International яка поставляється з ложею виробництва Mannlicher

Гвинтівки Ruger 10/22 доступні в найрізноманітніших конфігураціях. Станом на 2012 рік існує шість основних моделей Ruger 10/22, якщо не рахувати ексклюзивні пропозиції від дистриб'юторів. Крім того, окремі гвинтівки кожної моделі можуть відрізнятись матеріалом ложі та покриття. Модель 10/22 International мала ложе виробництва Маннліхер. Стандартна довжина ствола дорівнює 20 дюймам у 10/22 Rifle, 18,5 дюймів у 10/22 Carbine, та 161⁄8 дюймів у 10/22 Compact Rifle яка має, також, коротший приклад.
Модель 10/22 Target має важкий ствол 20 дюймів завдовжки без будь-яких прицільних пристосувань. Існує також модель, що має ствол із нержавіючої сталі, ексклюзивним дистриб'ютором якої є Wal-Mart.[джерело?] Виробництво цієї моделі було припинено.
У квітні 2012 року була представлена модель «Takedown» (Розбирання) з використанням нержавіючої сталі. Модель «Takedown» має ствол 18,5 дюймів завдовжки з нержавіючої сталі і ложу з синтетичного матеріалу чорного кольору, які можна розібрати для зручного транспортування в спеціальному рюкзаку. Всі гвинтівки під набій .22 LR мають ствольну коробку з алюмінію, а гвинтівки під .22 Magnum, виробництво яких припинено, мали сталеву ствольну коробку з вбудованою основою під прицільні пристосування.

### 10/22 Carbine
Стандартна модель зі стволом 18,5 дюйма. Ложа або з твердих порід дерева, або з синтетичного матеріалу, ствольна коробка з нержавіючої сталі, також пропонується лазерний приціл LaserMax.

### 10/22 Takedown
28 березня 2012 року Ruger представив модель 10/22 Takedown (укр. розбирання). У цієї моделі можна легко зняти ствол та відокремити приклад і ударно-спусковий механізм. Разом з гвинтівкою продається спеціальний рюкзак, у якому можна розмістити розібрану гвинтівку, набої, приладдя. Станом на травень 2012 року, гвинтівка коштує приблизно на 40% вище за стандартну модель карабін.

### 10/22 Target
Модель для цільової стрільби з важким стволом 20 дюймів завдовжки.

### 10/22 Compact
Компактна модель зі стволом 16,12 дюйма.

### 10/22 Sporter
Модель має ствол 18,88 дюйма завдовжки, ложу з картатого горіха з прикріпленими антабками.

### 10/22 Tactical
Має ствол 16,12 дюйма завдовжки з встановленим полум'ягасником. Також пропонується варіант з важким стволом 16,12 дюйма завдовжки з ложею Hogue OverMolded з сошками.

### SR-22 Rifle
У 2009 році Ruger випустила модель SR-22 Rifle, в якій ствольна коробка 10/22 вбудоване в шасі, що імітує розміри гвинтівки AR-15, зокрема, SR-556 власного виробництва. SR-22 Rifle використовує стандартні роторні магазини 10/22 а також сумісна з більшістю магазинів для 10/22 стороннього виробництва. Розташування важеля відокремлення магазина, перемикач запобіжника, більше схожі на стандартний 10/22, аніж на AR-15. SR-22 Rifle змагається за ринок з іншими карабінами кільцевого бою подібними до AR-15 виробництва Colt або Smith & Wesson. Гвинтівка SR-22 має алюмінієвий кожух, телескопічний приклад, та планку кріплення на ствольній коробці. Гвинтові отвори на кожусі дозволяють кріпити додаткові планки.

### Пістолет 22 Charger

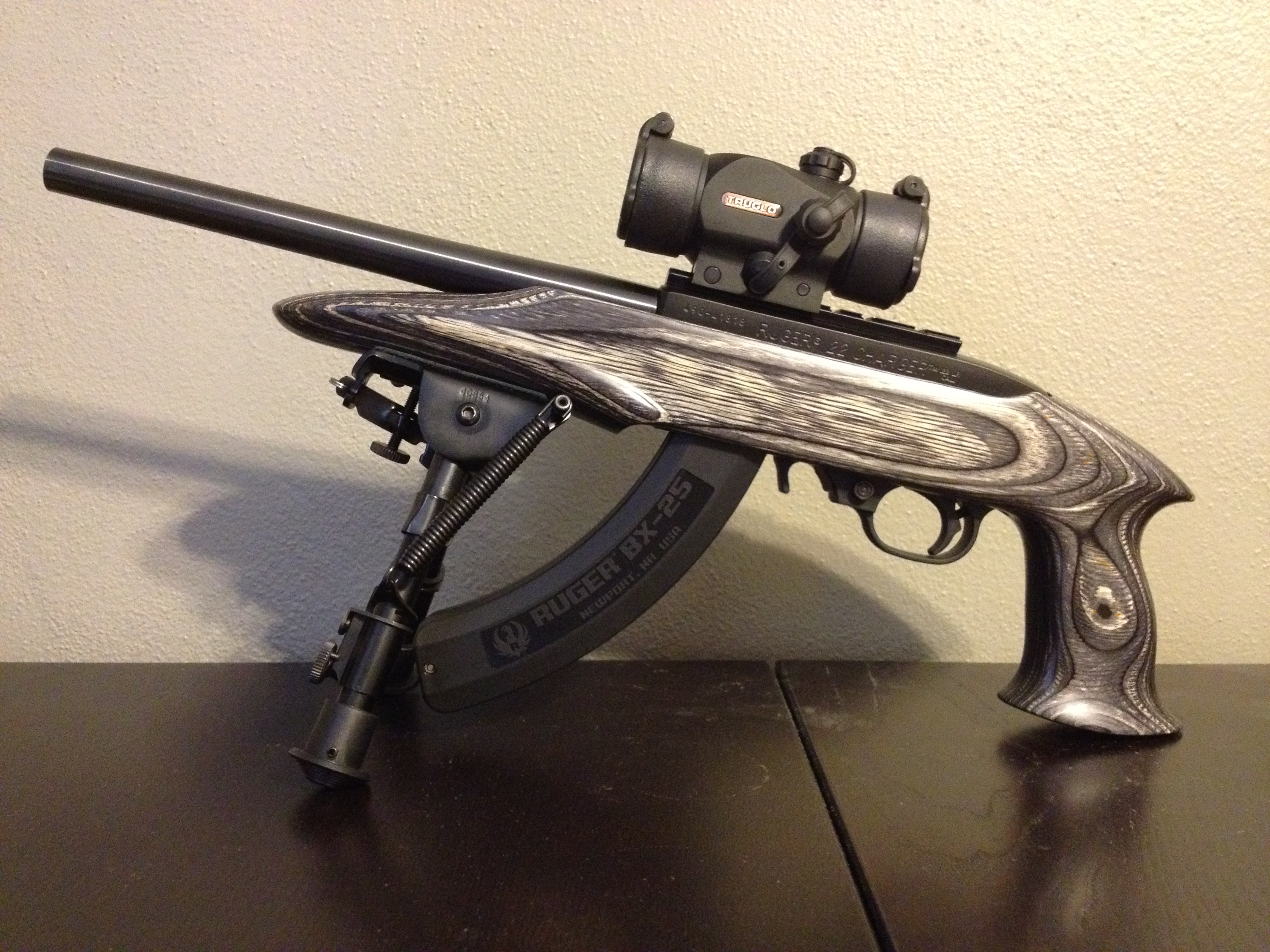
Ruger 22 Charger. Поставляється з сошкою. Показано з прицілом TruGlow та збільшеним магазином Ruger BX-25.

Пістолет 22 Charger , який був представлений в кінці 2007 року, оснований на ударно-спусковому механізмі гвинтівок 10/22. Пістолет 22 Charger має цівку та пістолетне руків'я з чорної ламінованої деревини, 10-дюймовий (254 мм) матовий важкий ствол з вороненої сталі, сошки, та планку Вівера замість приціла. Загальна довжина складає трохи менше 20 дюймів (508 мм), що робить цю зброю дещо завеликою для пістолета. Встановлені сошки можуть означати, що цю зброю передбачено використовувати для стрільби зі столу або лавки. Сошки кріпляться до антабки на цівці та можуть бути легко зняті. Через певні технічні особливості, наприклад, встановлення магазина не в пістолетну рукоятку, ця зброя заборонена в окремих штатах. Станом на 2013 рік виробництво 22 Charger було припинено.

### VLEH Target Tactical Rifle
В 2009 році Ruger представила модель Target Tactical Rifle (тактична снайперська гвинтівка) гібрид гвинтівок 10/22T і Ruger M77 Hawkeye Tactical Rifle.

### AWC Ultra II

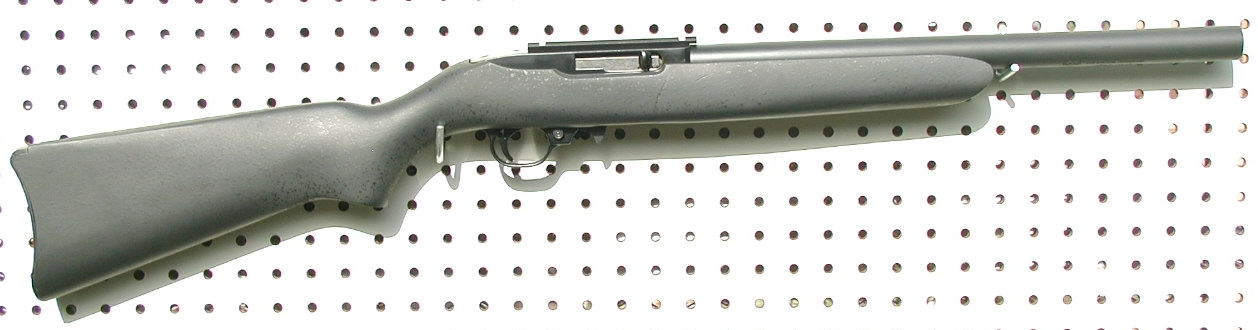
AWC Ultra II з вбудованим глушником.

AWC Ultra II — варіант Ruger 10/22 з вбудованим глушником та вкороченим стволом. Глушник виготовлений з нержавіючої сталі та охоплює ствол, також з нержавіючої сталі, має діаметр 25 мм (1 дюйм), чим дуже схожий зовнішньо на важкий ствол. Довжина ствола становить 16,5 дюйма, а загальна довжина гвинтівки становить 34,5 дюйма, вага — 2,72 кг (6 фунтів). Через вбудований глушник, в Сполучених Штатах гвинтівка підпадає під обмеження Розділу II федерального закону про зброю.

### AT 10/22 QD
AT 10/22 QD — варіант Ruger 10/22 з вкороченим стволом виробництва Arms Tech Limited. Довжина ствола дорівнює 6 дюймів (152 мм), складний приклад, на зброю можна встановлювати фірмовий глушник QD-223 виробництва Arms Tech. Без глушника гвинтівка важить 2.3 кг. Через надзвичайно короткий ствол на неї також поширені обмеження Розділу II федерального закону про зброю США.

## Магазини

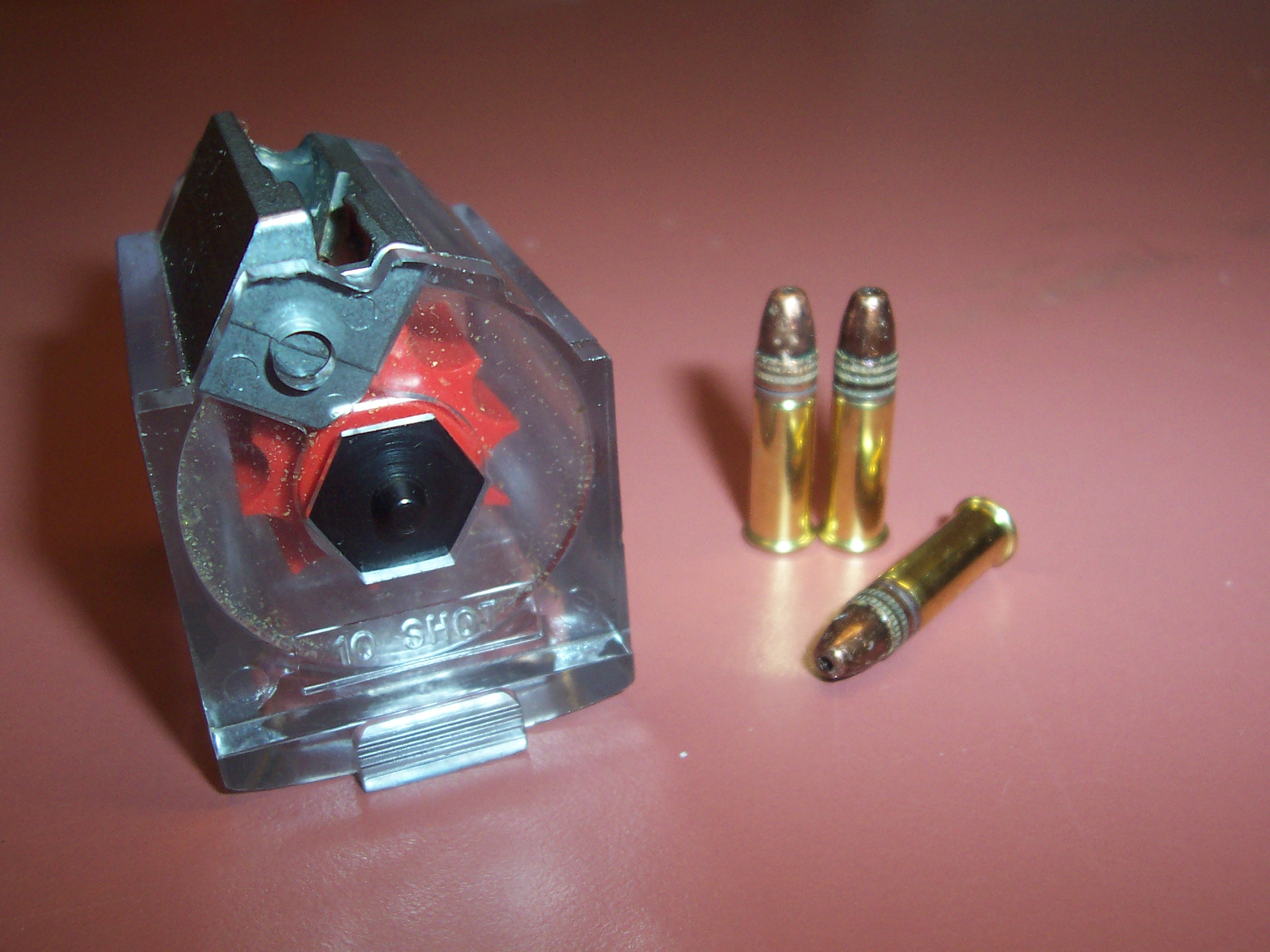
Виготовлений до 40-річного ювілею гвинтівки Ruger 10/22 прозорий магазин на 10 набоїв.

Для Ruger 10/22 розроблено багато різних магазинів. В стандартному комплекті йде роторний магазин чорного кольору на 10 набоїв. Ruger також підготувала до 40-річниці прозорий магазин з полікарбонату на 10 та на 5 набоїв (для штатів де обмежена ємність магазинів). В 2011–2012 роках Ruger представила коробчастий магазин BX-25 на 25 набоїв, виготовлений з композитних матеріалів та металевими пластинками для прийому набоїв. Також сторонні виробники пропонують варіанти коробчастих, роторних і барабанних магазинів ємністю до 110 набоїв.
Слід звернути увагу на те, що не всі магазини сумісні з різними моделями гвинтівки. Так, наприклад, магазини для гвинтівок .22 Magnum та .22 Long Rifle не сумісні, і їхнє невірне використання може призвести до тяжких наслідків.